# Liste belgisch-portugiesischer Städte- und Gemeindepartnerschaften
Diese Liste belgisch-portugiesischer Städte- und Gemeindepartnerschaften führt die Städte- und Gemeindefreundschaften zwischen den Ländern Belgien und Portugal auf.
1977 gingen Porto und Lüttich die erste belgisch-portugiesische Städtepartnerschaft ein, bisher kamen drei weitere dazu (Stand 2011).

## Liste der Städtepartnerschaften und -freundschaften
| Belgischer Ort   | Portugiesischer Ort | Seit | Anmerkung                                           |
| ---------------- | ------------------- | ---- | --------------------------------------------------- |
| Bièvre           | Samuel              | 1989 | im Rahmen der European Charter – Villages of Europe |
| Houffalize       | Sesimbra            | 1989 | im Rahmen der Douzelage                             |
| Lüttich          | Porto               | 1977 |                                                     |
| Sint-Gillis-Waas | Águeda              | 2000 |                                                     |